# Africa Cup 2017
L’Africa Cup 2017 (in inglese 2017 Africa Cup; in francese Coupe d'Afrique 2017; in afrikaans Rugby Afrikabeker 2017) fu la 17ª edizione della Coppa d’Africa di rugby a 15.
Fu disputata da 16 squadre su tre divisioni, la Gold Cup (valida per il titolo continentale, che sostituì la precedente divisione 1.A), la Silver Cup (ex divisione 1.B) e la Bronze Cup (ex divisione 1.C) più ulteriori 12 che disputarono la Regional Challenge (ex divisione 2) su quattro gironi geografici da tre squadre ciascuna.
Il torneo, complessivamente, si disputò tra aprile e ottobre 2018 in sedi fisse tranne la Gold Cup che si tenne in gare di andata e ritorno presso le sedi interne delle squadre ospiti.
In particolare, la Silver Cup si tenne a Casablanca in Marocco; il girone nord della Bronze Cup, originariamente previsto in Camerun, di fatto non si disputò perché tale Paese fu escluso dall'organizzazione e dalla competizione per dissidi interni a livello federale (rendendo quindi inutile la disponibilità del francese Philippe Saint-André ad allenare la selezione camerunense in vista del torneo) e, dei due Paesi rimasti, uno (la Nigeria) rinunciò alla competizione lasciando quindi l'Algeria unica concorrente del girone; quello Sud si tenne invece a Lusaka, capitale dello Zambia, e fu vinto dalla squadra di casa che successivamente disputò la gara promozione contro la citata Algeria, che se la aggiudicò.
Nelle divisioni inferiori, anche il Gabon, nel girone Centro della Regional Challenge si ritirò per problemi tra la federazione rugbistica e il ministero dello Sport del Paese, che non diede permesso esplicito alla partecipazione della squadra al torneo, lasciando quindi di fatto il Burundi unico concorrente dopo il forfait anche della RD del Congo.
Il titolo continentale fu appannaggio della Namibia, alla sua quarta affermazione consecutiva e settima complessiva, che ebbe la meglio nella penultima giornata sul Kenya che lo precedeva in classifica e quindi laureandosi campione africana.
La Gold Cup e la Silver Cup 2017 servirono anche come secondo turno delle qualificazioni africane alla Coppa del Mondo 2019, relativamente alle promozioni dalla Silver Cup e dalle retrocessioni che avrebbero determinato la composizione dell'edizione successiva, che designava la squadra ammessa alla competizione mondiale: a continuare il cammino di qualificazione verso la Coppa del Mondo furono le prime cinque squadre della Gold Cup più il Marocco, promosso in prima divisione per la stagione 2018.

## Squadre partecipanti
| Gold Cup | Silver Cup     | Bronze Cup | Bronze Cup | Regional Challenge | Regional Challenge | Regional Challenge | Regional Challenge |
| Gold Cup | Silver Cup     | Nord       | Sud        | Ovest 1            | Ovest 2            | Centro             | Sud                |
| -------- | -------------- | ---------- | ---------- | ------------------ | ------------------ | ------------------ | ------------------ |
| Kenya    | Botswana       | Algeria    | Mauritius  | Benin              | Burkina Faso       | Burundi            | eSwatini           |
| Namibia  | Costa d'Avorio | Camerun    | Ruanda     | Ghana              | Mali               | RD del Congo       | Lesotho            |
| Senegal  | Madagascar     | Nigeria    | Zambia     | Togo               | Niger              | Gabon              | Malawi             |
| Tunisia  | Marocco        |            |            |                    |                    |                    |                    |
| Uganda   |                |            |            |                    |                    |                    |                    |
| Zimbabwe |                |            |            |                    |                    |                    |                    |

## Gold Cup
| Arbitro: | Laurent Cardona |

|                                       |      |                                |
| 23’, 55’ Ojee 32’ Amusala 79’ tecnica | mt   | 9’ Uhuru 45’ Asaba 72’ Okorach |
| 56’ Ojee                              | tr   | 10’, 46’, 73’ Wokorach         |
| 20’, 40+1’, 61’ Mukidza               | c.p. | 6’, 39’, 64’, 70’ Wokorach     |

| Arbitro: | Thomas Charabas |

|                       |      |                                    |
| 31’ Traore            | mt   | 56’, 53’, 73’ Kumadiro 80’ Hunduza |
| 32’ Folliot           | tr   | 81’ Tambwera                       |
| 20’, 36’, 69’ Folliot | c.p. | 18’, 40’ Mudariki                  |

| Arbitro: | Cédric Marchat |

|               |      |                                                                             |
| 36’ Ben Aicha | mt   | 10’, 24’, 31’ Kitshoff 49’ Klim 67’, 77’ Conradie 79’ Kisting 80’ Philander |
| 37’ Ben Aicha | tr   | 32’, 50’, 77’ Jantjies 67’ Katjijeko 79’ Kisting                            |
|               | c.p. | 62’ Jantjies                                                                |

| Arbitro: | Sébastien Minery |

|                      |      |                      |
| 23’ Barry            | mt   | 15’ Uhuru 31’ Mubiru |
| 24’ Folliot          | tr   | 16’, 32’ Wokorach    |
| 3’, 18’, 51’ Folliot | c.p. | 8’ Wokorach          |

| Arbitro: | Tual Trainini |

| |      |                          |
| 7’, 34’, 80’ Ojee 19’, 22’, 74’ Mukidza 25’, 69’ Kerre 32’ Onsomu 39’ Chisanga 41’ Kopondo 45’ Opondo 49’ Owade 65’ Otieno 59’ Owila | mt   | 29’ Ben Hamouda 37’ Dhif |
| 8’, 20’, 23’, 32’, 45’, 49’, 65’, 69’, 59’ Mukidza 74’, 80’ Andola                                                                   | tr   |                          |
| 14’ Mukidza | c.p. |                          |

| Arbitro: | Egon Seconds |

| |    |  |
| 6’, 22’, 42’, 54’ Kitshoff 12’ Booysen 16’ van der Westhuizen 26’, 57’ Klim 34’ De Klerk 50’, 72’ De La Harpe 62’ Greyling 65’ Forbes 69’ Tromp 48’ van der Westhuizen | mt |  |
| 7’, 17’, 27’, 51’, 55’, 58’, 66’ Jantjies 69’, 72’, 79’ Kotze | tr |  |

| Arbitro: | Thomas Charabas |

|                                                                         |      |                           |
| 7’, 10’, 79’ Mukidza 26’ Chisanga 40+2’ Chenge 47’ Ambunya 61’ Ikambili | mt   | 18’ Sargos 64’, 80’ Mendy |
| 11’, 40+3’, 48’, 61’ Mukidza 79’ Andola                                 | tr   | 19’ Courtinard 64’ Sargos |
|                                                                         | c.p. | 3’, 52’ Sargos            |

| Arbitro: | Lesego Legoete |

| |    |                                 |
| 9’, 28’, 67’ Wokorach 10’ Uhuru 15’ Mubiru 23’ Odongo 35’ Magomu 40’ Odong 50’ Okorach 52’ Ogena 57’ Ochwo 62’ Okia | mt | 64’ Mili 76’ Ben Dhieb 80’ Dhif |
| 9’, 11’, 24’, 29’, 51’, 53’, 58’, 63’ Wokorach 69’ Makmot                                                           | tr | 65’ Kherfani                    |

| Arbitro: | Quinton Immelman |

|                                                              |      |                             |
| 9’ Stevens 49’ De La Harpe 54’ Wilson 69’ Greyling 74’ Tromp | mt   | 20’ Mudariki 40’ Kumadiro   |
| 10’ Jantjies 70’, 75’ Loubser                                | tr   | 21’, 40’ Makwanya           |
|                                                              | c.p. | 10’, 35’, 42’, 58’ Makwanya |

| Arbitro: | Jaco van Heerden |

|                                      |      |                                                                     |
| 4’ Mugerwa 54’ Mulamula 66’ Wokorach | mt   | 11’, 45’ Newman 22’ Stevens 33’ Tromp 51’, 82’ Philander 78’ Sethie |
| 7’, 55’, 67’ Wokorach                | tr   | 12’, 23’, 46’, 79’, 83’ Loubser                                     |
| 15’ Wokorach                         | c.p. | 7’ Loubser                                                          |

| Arbitro: | Lesego Legoete |

|                             |      |                                                         |
| 7’, 23’ Mudariki 52’ Nyaude | mt   | 18’ Onsomu 28’ Chenge 41’ Chisanga 66’ Owila 69’ Orware |
| 8’ Mudariki 52’ Tshamala    | tr   | 18’, 28’, 42’, 67’, 70’ Mukidza                         |
| 15’ Tshamala                | c.p. | 3’, 80’ Mukidza                                         |

| Arbitro: | Rasta Rasivhenge |

|                                                                           |    |             |
| 8’, 58’ Philander 19’ Botha 45’ Loubser 49’ Greyling 72’ Viviers 75’ Klim | mt | 53’ Amusala |
| 9’, 21’, 50’, 72’ Loubser 75’ Kotze                                       | tr | 53’ Adimo   |

| Arbitro: | Jaco van Heerden |

|                                 |      |                            |
| 34’ Mudariki 57’ Lang 72’ Nduwa | mt   | 37’ Werhani 60’, 63’ Jabri |
| 35’ Makwanya                    | tr   | 39’, 64’ Khalifa           |
| 3’, 44’ Makwanya                | c.p. | 5’, 15’, 31’, 50’ Khalifa  |

| Arbitro: | Jaco van Heerden |

|                           |      |                  |
| 39’ Zemzem 47’ Jabri      | mt   | 50’, 70’ Mendy   |
| 40’, 48’ Khalifa          | tr   | 71’ Boscaro      |
| 6’, 13’, 27’, 35’ Khalifa | c.p. | 38’, 76’ Boscaro |

| Arbitro: | Adrien Descottes |

|                                                                    |    |                      |
| 3’ Asaba 16’ Sebuliba 20’ Ofoyrwoth 24’ Wokorach 42’, 71’ Sebuliba | mt | 1’ Mwale 35’ Tecnica |
| 17’, 21’, 25’, 71’ Wokorach                                        | tr | 36’ Mudariki         |

### Classifica
|  | Classifica | G | V | N | P | PF  | PS  | diff. | BM | BS | PT |
|  | ---------- | - | - | - | - | --- | --- | ----- | -- | -- | -- |
|  | Namibia    | 5 | 5 | 0 | 0 | 272 | 64  | +208  | 5  | 0  | 25 |
|  | Kenya      | 5 | 3 | 1 | 1 | 226 | 135 | +91   | 4  | 0  | 18 |
|  | Uganda     | 5 | 3 | 1 | 1 | 190 | 126 | +64   | 2  | 0  | 16 |
|  | Tunisia    | 5 | 2 | 0 | 3 | 91  | 272 | -181  | 0  | 0  | 8  |
|  | Zimbabwe   | 5 | 1 | 0 | 4 | 111 | 157 | -46   | 1  | 1  | 6  |
|  | Senegal    | 5 | 0 | 0 | 5 | 75  | 211 | -136  | 0  | 1  | 1  |

## Silver Cup
|  | Semifinali     | Semifinali     | Semifinali     |                |         | Finale          | Finale          | Finale          |  |
|  |                |                |                |                |         |                 |                 |                 |  |
|  | Botswana       | Botswana       | 25             |                |         |                 |                 |                 |  |
|  | Botswana       | Botswana       | 25             |                |         |                 |                 |                 |  |
|  | Costa d'Avorio | Costa d'Avorio | 58             |                |         |                 |                 |                 |  |
|  | Costa d'Avorio | Costa d'Avorio | 58             |                | Marocco | Marocco         | 8               |                 |  |
|  |                |                |                |                | Marocco | Marocco         | 8               |                 |  |
|  |                |                | Costa d'Avorio | Costa d'Avorio | 3       |                 |                 |                 |  |
|  | Marocco        | Marocco        | Costa d'Avorio | Costa d'Avorio | 3       | 57              |                 |                 |  |
|  | Marocco        | Marocco        |                |                |         | 57              |                 |                 |  |
|  | Madagascar     | Madagascar     | 33             |                |         | Finale 3º posto | Finale 3º posto | Finale 3º posto |  |
|  | Madagascar     | Madagascar     | 33             |                |         |                 |                 |                 |  |
|  |                |                |                |                |         |                 |                 |                 |  |
|  |                |                |                |                |         | Botswana        | Botswana        | 19              |  |
|  |                |                |                |                |         | Botswana        | Botswana        | 19              |  |
|  |                |                |                |                |         | Madagascar      | Madagascar      | 47              |  |

### Incontri
| Casablanca 5 luglio 2017 | Botswana | 25 – 58 | Costa d'Avorio | Stade du C.O.C |

| Casablanca 5 luglio 2017 | Marocco | 57 – 33 | Madagascar | Stade du C.O.C |

| Casablanca 8 luglio 2017 | Botswana | 19 – 47 | Madagascar | Stade du C.O.C |

| Casablanca 8 luglio 2017 | Marocco | 8 – 3 | Costa d'Avorio | Stade du C.O.C |

## Bronze Cup

### Gruppo nord
- Algeria: vincitore per rinuncia delle avversarie

### Gruppo sud
| Data           | Incontro           | Risultato | Sede   |
| -------------- | ------------------ | --------- | ------ |
| 23 aprile 2017 | Zambia ― Mauritius | 69–3      | Lusaka |
| 26 aprile 2017 | Ruanda ― Mauritius | 24–10     | Lusaka |
| 29 aprile 2017 | Zambia ― Ruanda    | 92–3      | Lusaka |

|  | Classifica | G | V | N | P | PF  | PS  | diff. | BM | BS | PT |
|  | ---------- | - | - | - | - | --- | --- | ----- | -- | -- | -- |
|  | Zambia     | 2 | 2 | 0 | 0 | 161 | 6   | +155  | 2  | 0  | 10 |
|  | Ruanda     | 2 | 1 | 0 | 1 | 27  | 102 | -75   | 1  | 0  | 5  |
|  | Mauritius  | 2 | 0 | 0 | 2 | 13  | 93  | -80   | 0  | 0  | 0  |

### Finale
| Mufulira 4 novembre 2017 | Zambia | 25 – 30 | Algeria | Mufulira Rugby Fields |

## Regional Challenge

### Ovest 1
| Data           | Incontro      | Risultato | Sede  |
| -------------- | ------------- | --------- | ----- |
| 30 aprile 2017 | Ghana ― Benin | 46–5      | Accra |
| 3 maggio 2017  | Benin ― Togo  | 14–12     | Accra |
| 6 maggio 2017  | Ghana ― Togo  | 10–0      | Accra |

|  | Classifica | G | V | N | P | PF | PS | diff. | BM | BS | PT |
|  | ---------- | - | - | - | - | -- | -- | ----- | -- | -- | -- |
|  | Ghana      | 2 | 2 | 0 | 0 | 56 | 5  | +51   | 1  | 0  | 9  |
|  | Benin      | 2 | 1 | 0 | 1 | 19 | 58 | -39   | 0  | 0  | 4  |
|  | Togo       | 2 | 0 | 0 | 2 | 12 | 24 | -12   | 0  | 1  | 1  |

### Ovest 2
| Data           | Incontro             | Risultato | Sede   |
| -------------- | -------------------- | --------- | ------ |
| 18 maggio 2017 | Niger ― Burkina Faso | 10–10     | Niamey |
| 21 maggio 2017 | Burkina Faso ― Mali  | 14–8      | Niamey |
| 24 maggio 2017 | Niger ― Mali         | 5–18      | Niamey |

|  | Classifica   | G | V | N | P | PF | PS | diff. | BM | BS | PT |
|  | ------------ | - | - | - | - | -- | -- | ----- | -- | -- | -- |
|  | Burkina Faso | 2 | 1 | 1 | 0 | 24 | 18 | +6    | 0  | 0  | 6  |
|  | Mali         | 2 | 1 | 0 | 1 | 26 | 19 | +7    | 0  | 1  | 5  |
|  | Niger        | 2 | 0 | 1 | 1 | 15 | 28 | -13   | 0  | 0  | 2  |

### Centro
- Burundi: vincitore per forfait delle avversarie

### Sud
| Data            | Incontro           | Risultato | Sede     |
| --------------- | ------------------ | --------- | -------- |
| 15 ottobre 2017 | Lesotho ― eSwatini | 60–5      | Mafeteng |
| 18 ottobre 2017 | Malawi ― eSwatini  | 11–25     | Mafeteng |
| 21 ottobre 2017 | Lesotho ― Malawi   | 67–3      | Mafeteng |

|  | Classifica | G | V | N | P | PF  | PS | diff. | BM | BS | PT |
|  | ---------- | - | - | - | - | --- | -- | ----- | -- | -- | -- |
|  | Lesotho    | 2 | 2 | 0 | 0 | 127 | 8  | +119  | 2  | 0  | 10 |
|  | eSwatini   | 2 | 1 | 0 | 1 | 30  | 71 | -41   | 1  | 0  | 5  |
|  | Malawi     | 2 | 0 | 0 | 2 | 14  | 92 | -78   | 0  | 0  | 0  |